# Hypnella sigmatelloides
Hypnella sigmatelloides är en bladmossart som beskrevs av Brotherus 1907. Hypnella sigmatelloides ingår i släktet Hypnella och familjen Sematophyllaceae. Inga underarter finns listade i Catalogue of Life.